# Christian Friedrich Ludwig Buschmann
Pour les articles homonymes, voir Buschmann.
Christian Friedrich Ludwig Buschmann, né le 17 juin 1805 à Friedrichroda et mort le 1er octobre 1864 à Hambourg, est un fabricant d'instruments de musique allemand, souvent crédité (à tort) de l’invention de l'harmonica et parfois même de l'accordéon.

## Biographie
L'histoire de la famille Buschmann nous est connue notamment par sa descendance, dont des écrits d'Heinrich Buschmann (1938)). Les documents et les sources sont nombreux, mais aucun n’atteste l’invention de l’harmonica.
Friedrich Buschmann est né à Friedrichroda, en Thuringe. Son père, Johann Buschmann, à l’origine passementier, s’intéresse ensuite à la facture des instruments de musique. En 1816, il développe l’uranion, rebaptisé ultérieurement « terpodion », un instrument à friction joué avec un clavier de type piano, basé sur le même principe que l'harmonica de verre.
À partir de 1819, il commence à voyager avec son père. À 16 ans, durant la première moitié de 1821, Johann Buschmann se rend à Londres, accompagné de son fils Friedrich, et convient d'un contrat de 1 000 lires avec un certain Löschmann pour des commandes de terpodions. À leur retour, Johann Buschmann et ses fils Friedrich et Edward montent un atelier à Berlin.
Friedrich est rapidement suffisamment formé et qualifié pour commencer la construction de terpodions et d'aeolines, ce que les lettres échangées par lui et son père mettent clairement en évidence. Cela est attesté notamment dans une lettre en date du 28 décembre 1828 concernant la création d’une aeoline. La correspondance de ces deux années montre également que Friedrich a peint plusieurs petites Aeolines d'une étendue de deux octaves.
Après 1831, pas moins de vingt-cinq terpodions sont fabriqués, la plupart d'entre eux par Friedrich lui-même. Son frère Edward travaille principalement sur la marqueterie et les incrustations de bois, et est chargé de la finition extérieure des instruments, bien que les frères vivent et travaillent dans différentes villes allemandes. Edward est à ce moment-là à Berlin, et les instruments ou les pièces fabriquées pour les terpodions, qui ne peuvent être faites par le père et son fils Friedrich sont réalisés par des charpentiers itinérants. Quasiment tous les terpodions construits sont encore existants et visibles dans différents musées européens.
Durant les années 1828 - 1830, le père et le frère de Friedrich Buschmann continuent les activités de voyage et de publicité à travers l'Allemagne, la Hollande et l'ensemble de l'Europe. Outre leurs performances, ils doivent réparer les instruments qu'ils ont déjà vendus, car ceux-ci ne fonctionnent pas de manière très fiable sur la durée. C'est peut-être la raison principale pour laquelle Friedrich est alors à la recherche d'autres modes de génération sonore à des fins d'optimisation.

## L'Aeoline
Alors qu'il est encore à Voerde près de Barmen et en tournée avec son père en 1828, Friedrich construit un instrument à bouche, à l'origine destiné uniquement à être utilisé comme instrument d'accompagnement, qui se compose de vingt-et-une anches libres métalliques différentes attachées à un bloc de bois de manière qu'il soit possible de faire vibrer chaque anche individuellement. Il fixe les anches à l'intérieur d'un petit cube de « 4 pouces de diamètre et autant en hauteur » (lettre du 28 décembre 1828), chacune d'entre elles pouvant être amenée à vibrer en soufflant dans vingt-et-une cavités individuelles. Il nomme cet instrument Aeoline. Il pense que cet instrument est susceptible de remplacer la voix ou en accompagnement jusqu’à des accords de six notes.
Les premières expériences avec l’aeoline ont lieu en 1824. Selon la tradition orale, Buschmann a construit un outil d’accordage nommé Aura, d'environ 4 pouces de long et équipé de 15 anches. Aucune preuve écrite n’atteste toutefois ce fait. Le nom Aura est à cette époque d’usage courant en allemand pour désigner une guimbarde, le terme de « Mundharmonika » (en français Harmonica) servant à désigner un assemblage unique de plusieurs guimbardes.
Alors qu'il est encore à Rinteln, selon les lettres de Buschmann père à son fils Edward, Friedrich construit une version plus grande d'une aeoline en 1829, avec soufflet et clavier piano de deux octaves, de la taille d'un petit bureau.
Il est certain qu'ils ont dû découvrir toutes sortes de développements modernes à travers les différents pays visités, qui ont contribué à affiner davantage le travail de Friedrich sur le physharmonica, notamment dans la production sonore. Friedrich se tourne finalement complètement vers le principe de l'air aspiré (Saugwindprinzip) auquel il est resté fidèle jusqu'à sa mort.
Les Buschmanns connaissent un instrument construit à cette époque par Johann Caspar Schlimbach, un luthier formé à Vienne, et son cousin Bernhard Eschenbach (de) à Königshofen en Bavière : il s'agit d'un piano avec un registre d’Aeoline. Schlimbach n'a jamais protégé son invention, mais au contraire l'a montrée volontiers à tous ceux qui souhaitent la voir, avec le résultat inévitable qu'un certain nombre de personnes brevètent des instruments très similaires à Vienne. Ainsi, le père de Johann Buschmann écrit dans une lettre du 30 octobre 1829, qu’il songe à prendre un brevet pour le nouvel instrument en Bavière. 

### Hambourg
En 1833, Friedrich Buschmann épouse Sophie Volkmar. Son frère Gustav Hermann Joseph Philipp Volkmar est un théoricien de musique bien connu en Allemagne et plus tard en Suisse. La famille et son père Adam Valentin Volkmar vivent à Rinteln dès 1917. Friedich et Sophie déménagent ensuite à Hambourg, où il ouvre son propre atelier. Dans une lettre en date du 21 juin 1838 sa femme écrit à son frère Gustav : « ... les affaires sont bonnes ... récemment vendu quatre Physharmonikas. Friedrich achète également pianoforte qu’il rénove et vend encore bien après la remise en état ». Ellenote également : « Les guides d’accordage (en allemand Stimmhilfen) peuvent être vendus à un bon prix, récemment à  Paris et un autre est en préparation et sera envoyé à Saint-Pétersbourg. Friedrich a été loué publiquement pour les guides d’accordage  ». Il réalise alors la plupart des physharmonicas, instruments à vent et à soufflets, chacun comportant un grand clavier manuel.
Il meurt à Hambourg en 1864.

## L'harmonica
Il existe une légende tenace selon laquelle Buschmann est l'inventeur de l’harmonica (et de l'accordéon), mais sans justification. Buschmann déclare dans une lettre de 1828 qu'il venait d'inventer un nouvel instrument, mais la fabrication de l'harmonica avait commencé quelques années auparavant à Vienne : « Il existe des preuves documentaires que des harmonicas ont été vendus à Vienne en 1825 ».
La légende selon laquelle le thuringeois Friedrich Buschmann aurait inventé l’accordéon et l’harmonica semble indéracinable. Buschmann parle dans une lettre de 1828 de son invention nouvellement réalisée. Les années précédentes, la production commerciale de l’harmonica avait déjà commencé à Vienne »

## Récompenses
- Pour un « physharmonica avec terpodion » il remporta la Grande médaille d'or à l'Exposition des Arts et Métiers de Hambourg en 1838.

## Licences
En plus de la licence qui a été décernée en 1821 à Löschmann à Londres, acquise en 1835 et au constructeur de piano et d'orgue Johann Georg Gröber (de) d'Innsbruck, une licence pour la reproduction des Terpodions a été accordée à Johann David Buschmann.